# Ступа Канишки
Ступа Канишки — один из выдающихся памятников буддийской архитектуры Кушанского царства. От неё сохранились только развалины, а её подробное описание дают китайские паломники-буддисты Фасянь (V век), Сун Юнь (VI век), Сюаньцзан (VII век) и другие авторы. Была расположена неподалёку от города Пурушапура (ныне Пешавар в Пакистане).
Паломники приводят несколько легенд, связанных со строительством ступы и объяснявших её конструктивные особенности (также эти легенды упоминаются в некоторых сутрах и рукописях из Хотана). По их рассказам, некогда Будда побывал здесь и предсказал, что через много лет после его нирваны появится царь Канишка, который построит ступу. Однажды, когда Канишка был на прогулке, он встретил мальчика-пастушка (в которого превратился владыка дэвов Шакра, то есть Индра): тот прямо на пути царя строил небольшую ступу высотой 3 чи (около 1 м). Мальчик изложил царю предсказание, и тот повелел на этом месте построить каменную ступу. Когда большая ступа была построена, малая ступа чудесным образом выросла в размерах и превысила большую, после чего её пришлось разобрать.
По описанию Сюаньцзана, пятиярусный цоколь ступы имел высоту 150 чи (48 м), а в окружности полтора ли (660 м), сама ступа превышала 400 чи (128 м), а наверху находились золотые и серебряные зонты в 15 ярусов. В ней были помещены мощи Будды. По данным Фасяня, её высота составляла 40 чжанов (96 м). Сун Юн приводит общую высоту в 700 чи и указывает на наличие 13 ярусов.
По характеристике искусствоведа С. И. Тюляева, на пятиярусном каменном пьедестале возвышалась деревянная многоэтажная надстройка с 13-этажной резной хармикой, а завершалась конструкция металлической мачтой с медными золочёными зонтами, общая высота составляла 168 м (то есть выше пирамиды Хуфу), а с мачтой — 195 м, при диаметре основания 87 м. Диаметр основания определён археологами. Тем не менее расхождения в числовых данных не позволяют с уверенностью считать её самым высоким зданием в мире на то время.

 Кто странствовал и видел разные храмы и ступы — прекрасные и величественные, [все говорят, что те ступы] не могут с ней сравниться. Рассказывают, что эта ступа превосходит своей красотой всё, что ни есть в Джамбудвипе: Фасянь 
С южной стороны находились две маленькие ступы высотой 3 чи и 5 чи, представлявшие уменьшенные копии большой, а справа и слева — более сотни других малых ступ. Сюаньцзан упоминает три статуи Будды, причём наибольшая из них излучала свет и, по рассказам, по ночам обходила ступу кругом, охраняя её. На южной стене ступы находилась живописное изображение Будды, другое его изображение представляло собой барельеф, по преданию, покрытый золотым песком, принесённым муравьями.
К западу от ступы находился известный буддийский монастырь, также основанный Канишкой. Бируни (XI век) упоминает, что вихару близ Пурушавары (Пешавара) называли по имени Канишки: Каниккучайтья.
Ещё одно предсказание Будды приводит Сюаньцзан: когда эта ступа семь раз сгорит и семь раз будет восстановлена, учение Будды исчезнет. Ко времени Сюаньцзана она разрушалась и восстанавливалась уже трижды, а тогда снова отстраивалась.
В 1895—1897 годах А. Фуше отождествил со ступой руины, использовавшиеся в качестве каменоломни. В 1908—1909 годах археолог Д. Спунер провёл раскопки в окрестностях Пешавара, опираясь на текст Сюаньцзана, и обнаружил реликварий с именем Канишки (в 1910—1911 годах раскопки продолжил Х. Харгривс).

## Галерея
- Вероятное первоначальное появление первой ступы. Лориан Тангай, II век н. э.[7]
- План второй ступы крестообразной формы. Центральный квадратный постамент имеет ширину 175 футов (53 м), полная ширина, включая лестницу, составляет 272 фута (83 м).[7]
- Реликварий в форме ступы, дизайн которого может быть использован для объяснения указанной большой высоты ступы Канишка. Джаулианский монастырь.[7]
- Ступа с колоннами, Гандхара, II век н. э.
- Статуя Будды, вероятно, Шаджи-ки-Дери (ступа Канишка).
- Раскопки 1910 года.
- Остатки ступы.
- Статуя Куберы и Харити.
- Реликвии Будды из ступы Канишки в Пешаваре, Пакистан, сейчас в Мандалае, Бирма.

## Исследования
- D’Ancona, Mirella Levi. (1949): «Is the Kaniṣka Reliquary a work from Mathurā?» Art Bulletin, Vol. 31, No. 4 (Dec., 1949), pp. 321–323.
- Dobbins, K. Walton. (1971): The Stūpa and Vihāra of Kanishka I. The Asiatic Society of Bengal Monograph Series, Vol. XVIII. Calcutta.
- Dobbins, K. Walton (1968): «Two Gandhāran Reliquaries». East and West, 18, 1968, pp. 151–165.
- Hargreaves, H. (1910-11): «Excavations at Shāh-jī-kī Ḍhērī». Archaeological Survey of India, pp. 25–32.
- Spooner, D. B. (1908-9): «Excavations at Shāh-ji-Dherī». Archaeological Survey of India, pp. 38–59.